# María Julia Mantilla
María Julia Mantilla Garcia   (Trujillo, 10 de Julho de 1984) é uma modelo do Peru que venceu o concurso Miss Mundo 2004. 
Ela foi a segunda de seu país a vencer este concurso, tendo sido antecedida por Madeleine Hartog Bell em 1967, e é chamada na imprensa, geralmente, apenas como Maju Mantilla. 

## Biografia
Maju nasceu e cresceu em Trujillo, cidade da costa norte do Peru. Antes de ser miss mundo, ela estudava Educação. Também já havia trabalhado como modelo e como apresentadora de televisão e havia sido campeã de triatlo e pentatlo. 
Antes de ser Miss Mundo ela namorava Guiliano Barraz, que após sua eleição disse "estar tremendo de emoção", no entanto casou-se em 2012 com o empresário Gustavo Salcedo, com quem tem dois filhos.  
Em sua conta no Twitter ela escreve: "Amo esportes, dançar, viajara, cozinhar e comer. Condutora do programa "En boca de todos" pela América TV.",

### Atletismo: triatlo e pentatlo
Maju foi campeã de triatlo e pentatlo. “O mais importante para mim era competir nos jogos nacionais de pentatlo”, declarou ela para a revista Hola em dezembro de 2004.  
Ela recebeu 60 medallas por suas vitórias no atletismo e em 2001 foi escolhida a atleta mais completa a nível nacional. 

## Participação em concursos de beleza

### Miss Peru
Foi eleita Miss Da Vinci em 2002  e depois Reina de Cachimbos na Universidade Nacional de Trujillo. Em seguida foi Reina da Universidade, instituição que a incentivou a participar do concurso Miss Trujillo (em espanhol, Señorita Trujillo), que venceu. Representando Trujillo, ela venceu o Miss Peru, o que lhe deu o direito de participar do Miss Mundo 2004. 
Como preparação para o Miss mundo, Maju recorreu até à câmera hiperbárica (ou câmara isobárica), yoga e à cosmiatria, além de ter uma rotina de ginástica, dieta elaborada por nutricionista, consultas com um psicólogo, aulas de inglês, passarela e desenvoltura. 

### Miss Mundo
Com a participação do público, que votou através de SMS enviados pelo celular, Maju foi eleita Miss Mundo 2004 aos 20 anos de idade, em Sanya, na China, tendo derrotado  utras 106 concorrentes. 
Após vencer, segundo a Hola, ela disse que não falava bem o inglês, mas que o sorriso das pessoas superava a linguagem. Já o UOL escreveu que ela disse que "o fato de ser a primeira Miss Mundo coroada pelo voto popular torna este título ainda mais precioso".  
Na Prova de Esporte, ela havia ficado em terceiro (3º) lugar. 

#### Polêmica devido a cirurgias plásticas
Uma das polêmicas envolvendo Maju logo após ser coroada Miss Mundo foram as críticas a suas cirurgias plásticas, que alguns consideravam exageradas. “Eu a criei”, chegou a dizer o cirurgião.   

## Vida após o reinado
Depois de coroar sua sucessora, Maju voltou ao Peru, onde trabalha como modelo, atriz e apresentadora de TV, tendo apresentado o programa El Aire, o que a levou a ser indicada em  2012 e 2013 aos Premios Luces de El Comercio, e, atualmente, o En Boca De Todos.
No Teatro, estreou em 2017 com a peça "Tres damas y un gigoló". 
É casada desde 2012 com o empresário Gustavo Salcedo, com quem tem dois filhos: Gustavo, nascido em janeiro de 2013 e Luna Maria, nascida em 23 de fevereiro de 2016.  O anúncio do nascimento de Luna foi feito também pela Organização Miss Mundo em sua página no Facebook .  
Em 2019 ela foi uma das convidadas para celebrar os 80 anos de vida de Júlia Morley, diretora do Miss Mundo. 

## Curiosidade
María Julia Mantilla Mayer, tia de Maju, foi coroada Miss Peru 1969 e foi semifinalista (Top 15) no Miss Universo 1969.